# Liên Châu, Thanh Viễn
Liên Châu (chữ Hán giản thể: 连州市) là một thành phố cấp huyện thuộc địa cấp thị Thanh Viễn, tỉnh Quảng Đông, Cộng hòa Nhân dân Trung Hoa. Thành phố này nằm ở thượng lưu sông Liên Giang, chi lưu của Bắc Giang, phía bắc giáp tỉnh Hồ Nam. Liên Châu có diện tích 2663 km², dân số 500.000 người. Mã số bưu chính là 513401. Chính quyền thành phố đóng tại trấn Liên Châu. Tên thành phố này trước đây là huyện Liên, tháng 4 năm 1994, Quốc vụ viện Trung Quốc phê chuẩn nâng cấp thành thành phố và đổi tên như hiện nay. Thành phố này có 10 trấn và 2 hương dân tộc.